# Orinhippus tibetanus
Orinhippus tibetanus är en insektsart som beskrevs av Boris Petrovich Uvarov 1921. Orinhippus tibetanus ingår i släktet Orinhippus och familjen gräshoppor. Inga underarter finns listade i Catalogue of Life.